# Direct Reporting Unit
Una Direct Reporting Unit (DRU – in italiano traducibile come "unità a rapporto diretto") è un'agenzia del Dipartimento dell'aeronautica degli Stati Uniti che si pone fuori dalla normale gerarchia per sottoporsi ai diretti comandi del solo capo di stato maggiore dell'United States Air Force (USAF – l'aeronautica militare statunitense) o ad un suo rappresentante, piuttosto che fare rapporto ad un Major Command.
Le DRU sono unità "monoscopo" a cui compete, per motivi di sicurezza nazionale o per altri fattori, un ristretto e specializzato campo di missioni. Sono separate e indipendenti da qualsiasi altra unità operativa dell'USAAF (Major Command, Numbered Air Force, Wing, Group, Squadron o reparto basato a terra).
L'USAF dispone di tre distinte DRU: l'Air Force Operational Test and Evaluation Center (AFOTEC – basato alla Kirtland Air Force Base), l'Air Force District of Washington (AFDW – di stanza alla Joint Base Andrews) e l'United States Air Force Academy (USAFA – sita a nord di Colorado Springs).